# Kodeks 0146
Kodeks 0146 (Gregory-Aland no. 0146) ε 37  (Soden) – grecki kodeks uncjalny Nowego Testamentu na pergaminie, paleograficznie datowany na VIII wiek. Nieznane jest obecne miejsce przechowywania rękopisu.

## Opis
Do dziś zachowała się jedna karta kodeksu (27 na 21 cm) z tekstem Ewangelii Marka (10,37-45).
Tekst pisany jest dwoma kolumnami na stronę, w 20 linijkach w kolumnie.

## Tekst
Tekst kodeksu reprezentuje mieszaną tradycję tekstualną. Kurt Aland zaklasyfikował go do kategorii III.

## Historia
Kodeks datowany jest na VIII wiek.
Rękopis był widziany w Kubbat al-Chazna, w Damaszku, obecne miejsce jego przechowywania jest nieznane.